# История Республики Ирландия
История Респу́блики Ирла́ндия начинается в 1858 году, когда было создано «Ирландское революционное братство» (ИРБ).

## Движение за независимость
Организации ИРБ возникли в 1860—1870-х годах в Ирландии, Великобритании, а также среди ирландских эмигрантов в США, Канаде, Австралии и др. Их участники называли себя фениями (от др.‑ирл. fían — легендарная военная дружина древних ирландцев). Основной целью фениев было создание независимой Ирландской республики путём тайно подготовленного вооружённого восстания. Но разрозненные восстания, поднятые фениями в марте 1867 года в различных графствах Ирландии, потерпели поражение. В 1870—1880-х годах фении всё более втягивались в террористическую деятельность. Американская организация Фенианское братство устраивала набеги на Канаду.

## Обретение независимости
К началу Первой мировой войны борьба между сторонниками Гомруля и юнионистами (англ) достигли апогея, и британский парламент принял закон об автономии Ирландии, который должен был вступить в силу после окончания войны из-за опасений о возникновении гражданской войны. «Ирландские добровольцы» раскололись: большая часть во главе с лидером «Ирландской парламентской партии» (ИПП) Джоном Редмондом (англ) была готова согласиться с самоуправлением и отправить на фронт мировой войны 20 000 своих членов, но 12 000 человек, оставивших название «добровольцы», вместе с лидерами ИРБ были согласны только на полную независимость. Их руководитель, Ёин МакНил, (англ) объявил о противоборстве призыву ирландцев на фронт и допустимости вооружённого восстания ради независимости. К «добровольцам» примкнула небольшая, но более боевитая «Ирландская гражданская армия», лидер которой, Джеймс Конноли, вошёл в руководство ИРБ.
Весной 1916 г. ИРБ готовило восстание в Дублине, оно договорилось о поставке 20 000 ружей и 10 пулемётов с немцами. Но за 3 дня до восстания судно «Aud», перевозившее оружие, было обнаружено британским флотом и затоплено экипажем. Ёин МакНил узнал о предстоящем восстании в последнюю минуту и запретил «добровольцам» участвовать в нём, в результате лишь 2 тысячи из 12 тысяч бойцов вышли на улицы. 24 апреля заговорщики заняли центр Дублина и неделю противостояли британским войскам. В ходе сражения погибло более 500 мирных жителей. Повстанцы вывесили свой флаг и объявили о независимости Ирландии. Однако, сначала большинство ирландцев считало мятежников предателями, дублинцы кидали в колонну пленных повстанцев камни и горшки с испражнениями.
Тем не менее, мнение ирландского общества о повстанцах резко изменилось в течение следующих двух лет. Первоначально это было вызвано негодованием по поводу казни 16 руководителей, некоторых из которых считали только соучастниками мятежа. В 1918 г. британский парламент принял закон о военной повинности ирландцев, что вызвало негодование и новый кризис (англ). Радикал Имон де Валера проник в националистическую партию Шинн Фейн и стал её лидером, требования партии изменились с доминиона до полного отделения и независимости страны. Шинн Фейн боролась с ИПП на выборах в британский парламент и одержала убедительную победу. Депутаты вышли из британского парламента и создали национальный ирландский парламент (Дойл Эрэн), который объявил о независимости нового государства — Ирландской республики. 10-тысячный контингент Ирландских добровольцев был реорганизован парламентом в национальное войско, которое получило название «Ирландская республиканская армия» (ИРА).
В 1919 году Ирландская республиканская армия развернула активные боевые действия против английских войск и полиции. 15—27 апреля 1919 года на территории одноименного графства существует республика Советский Лимерик. Была создана Ирландская Республика, которая включила всю территорию острова.
В декабре 1921 года был подписан мирный договор между Великобританией и Ирландией. Ирландия получила статус доминиона (так называемое Ирландское Свободное государство). Исключением стали шесть наиболее развитых в промышленном отношении северо-восточных графств (Северная Ирландия) с преобладанием протестантов, которые оставались в составе Соединённого Королевства. Однако Великобритания сохраняла на территории Ирландии военные базы, право на получение «выкупных» платежей за бывшие владения английских лендлордов.

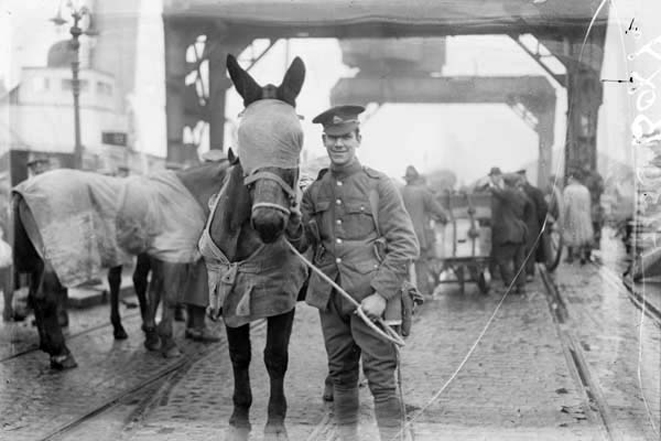
Британская кавалерия покидает Ирландию, 1922 год

Ирландская Республика была основана 6 декабря 1922 и в то время получила название Ирландского свободного государства. По договору и конституции Ирландского свободного государства, новое государство соглашалось на разделение острова и присутствие британских вооруженных сил и принимало статус, аналогичный статусу Канады, в то время доминиона Британии. Этот статус означал, что ирландские члены парламента должны были приносить клятву верности короне, а по закону король или его представитель в Ирландии, генерал-губернатор, имел право роспуска правительства или отклонения законов, принимаемых ирландским парламентом. Эти монаршие права считались чисто формальными во всех частях Британской империи, включая Канаду, однако крайне раздражали ирландских республиканцев. После одобрения конституции ирландским временным правительством в 1922 началась жестокая гражданская война между сторонниками и противниками нового статуса страны. Лидером оппозиции былИмоном де Валера, известный в прошлом республиканский лидер. Были сформированы военизированные группы, получившие название Ирландской республиканской армии (ИРА). Такие видные фигуры как Майкл Коллинз, Ричард Мулкахи, Оуэн О’Даффи стали на сторону новообразованного Ирландского свободного государства, заняв важные посты в «Национальной армии», остальные же повернули оружие против бывших соратников. Однако Национальная армия, усиленная британской поддержкой, оказалась сильней, и 24 мая 1923 года Фрэнк Айкен отдал приказ сложить оружие. Война закончилась полной победой армии Ирландского свободного государства в апреле 1923. Во время войны страна потеряла двух своих наиболее уважаемых лидеров — Артура Гриффита (подписавшего договор) и Майкла Коллинза. По конституции Ирландского свободного государства, страна имела парламентскую форму правления. Первые выборы в парламент выиграли выступавшие за договор республиканцы, которые впоследствии основали партию Куманн на нГаэдхал. Эта партия сформировала новое правительство во главе с премьер-министром Уильямом Косгрейвом, который сумел вывести страну из состояния гражданской войны и оставался у власти до 1932.

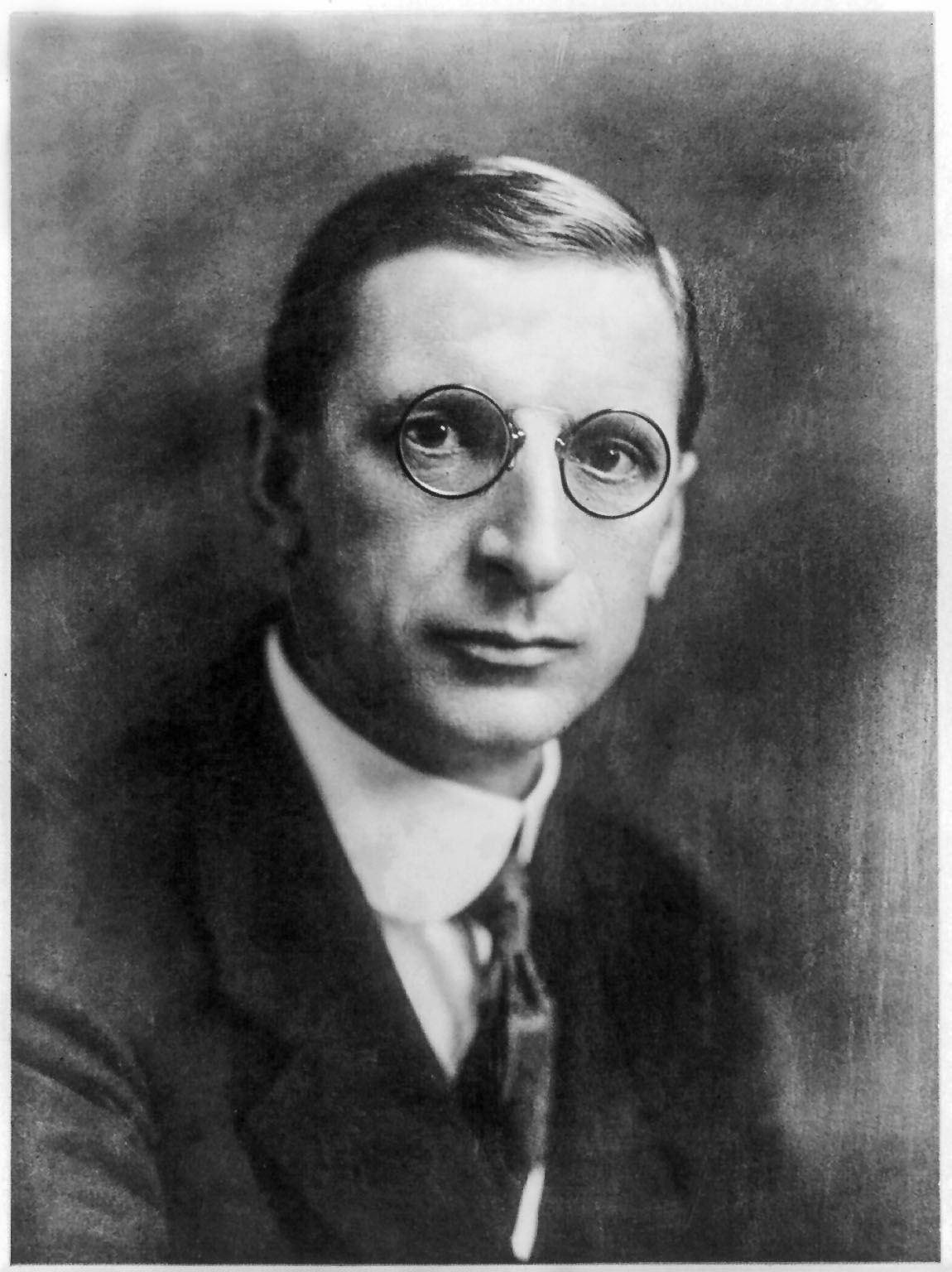
Имон де Валера

Имон де Валера, не принявший в 1922 образования Ирландского свободного государства, стал премьер-министром в 1932. В 1925 он отошел от экстремизма, а в 1926 основал партию Фианна файл. В 1927 он и другие члены этой партии принесли клятву верности королю и стали членами парламента. После выборов 1932 Фианна файл имела самую крупную фракцию в палате представителей и при поддержке лейбористов сформировала правительство. На следующих выборах 1933 она завоевала подавляющее большинство мест и смогла сформировать однопартийное правительство. Фианна файл оставалась у власти до 1948. Период с 1932 до 1939 был ознаменован продолжением политики культурной изоляции. Так, в 1933 была введена высокая пошлина на ввоз иностранной периодики, а в 1935 запрещена торговля контрацептивами. В новой конституции 1937, в составлении которой принимал участие премьер-министр, содержались специфически католические положения, в частности запрещавшие разводы. Правительство Де Валера устранило из конституции все места, где говорилось о связи Ирландии с Великобританией, в том числе требование клятвы на верность королю. В 1937 была принята новая, действительно республиканская конституция, в которой вместо должности генерал-губернатора вводился пост президента, избираемого населением страны. Статья 2 конституции утверждала, что территорией Ирландии является весь остров Ирландия, однако статья 3 признавала, что юрисдикция Ирландского государства распространяется, вплоть до момента объединения, только на 26 графств. В июне 1938 первым президентом Ирландии стал Дуглас Хайд, кандидатура которого была поддержана всеми партиями. Хайд был основателей Гаэльской лиги в 1893 и пользовался всеобщим уважением за свои националистические взгляды. Де Валера спровоцировал таможенную войну с Соединенным Королевством, которая продолжалась до 1938. Наконец, он подавлял любые проявления фашизма и военизированного республиканизма. Парламент запретил ношение полувоенной одежды в общественных местах в 1934, а в 1936 ИРА была объявлена вне закона. В 1937 страна приняла официальное название «Эйре».
Когда в 1939 разразилась война, правительство решило, что Ирландия будет сохранять нейтралитет, в частности, надеясь добиться тем самым объединения страны. Ирландский нейтралитет привел к ухудшению отношений с Великобританией и США. Многие ирландцы отправились в Великобританию, чтобы поступить на военную службу, и почти 200 тыс. работали на британских заводах и фермах во время войны.
На всеобщих выборах 1948 Фианна файл не смогла набрать большинства мест в парламенте, и в 1948—1951 было сформировано коалиционное правительство во главе с Фине гаэл, основанной в 1933 партией Куман на нГаэдхал, которая находилась у власти в 1922—1932. Премьер-министром стал Джон Костелло, и именно его правительство предложило в 1959 закон, объявлявший, что Ирландия является республикой и выходит из числа членов Британского содружества наций. Костелло продолжил политику военного нейтралитета и не подписал Североатлантического договора в 1949. Де Валера вновь находился у власти в 1951—1954, а также в 1957—1959.

## Полная независимость

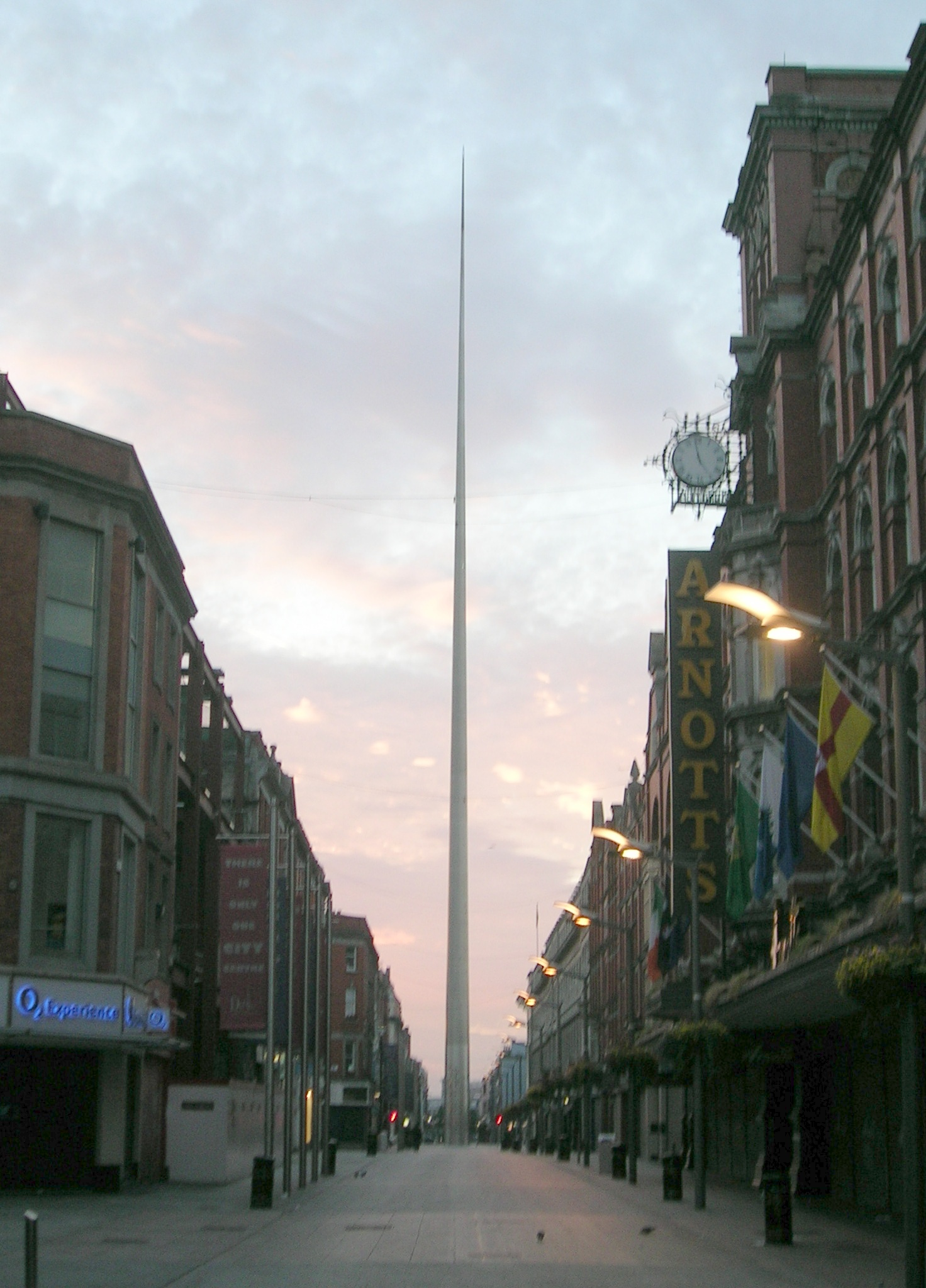
Сооружённая в 2003 году Дублинская игла символизирует модернизацию и растущее благосостояние Ирландии.

В 1949 году Ирландия провозглашена независимой республикой. Было объявлено о выходе республики из британского Содружества. Лишь в 1960-х годах прекратилась эмиграция из Ирландии и прирост населения стал положительным.
При том, что Северная Ирландия географически является частью Ирландии, большинство населения в ней составляют протестанты-юнионисты, сторонники сохранения членства в Соединённом Королевстве. Католики в настоящее время составляют до трети населения.
С 1960-х годов Северная Ирландия стала ареной ожесточенного противостояния между ИРА, протестантскими террористами и силовыми структурами Соединённого Королевства (Вооружённые Силы Британии, Королевская Полиция Ольстера) (смотри статью Конфликт в Северной Ирландии). Боевики ИРА совершают теракты за пределами Ирландии, в том числе в Лондоне. Протестантские террористы совершают отдельные акции на территории Республики Ирландия.
В некоторых случаях происходят военные столкновения между британскими силовыми структурами и протестантскими боевиками.
В 1973 году Ирландия стала членом Европейского союза. В 1990-х Ирландия вступила в период быстрого экономического роста.